# Série 0450 da CP

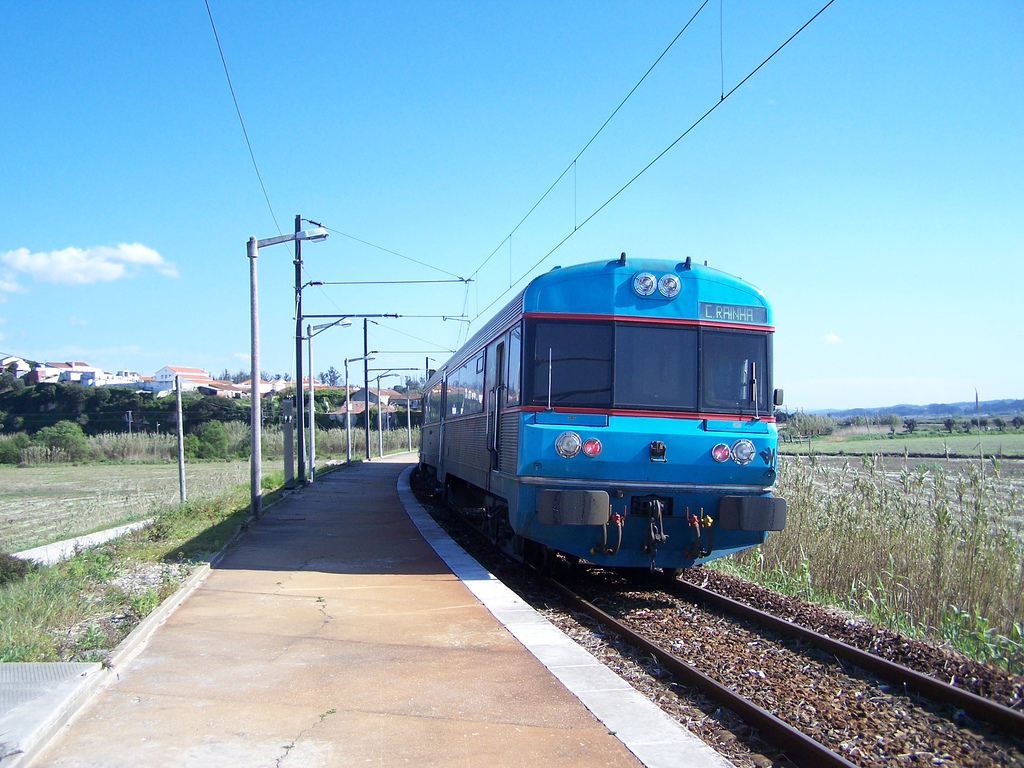
Automotora da Série 0450 em Bifurcação de Lares, na Linha do Oeste.

A Série 0450 (0451-0469) é um tipo de automotora a gasóleo, ao serviço da operadora ferroviária portuguesa Comboios de Portugal. Esta série entrou ao serviço em 1999.

## História

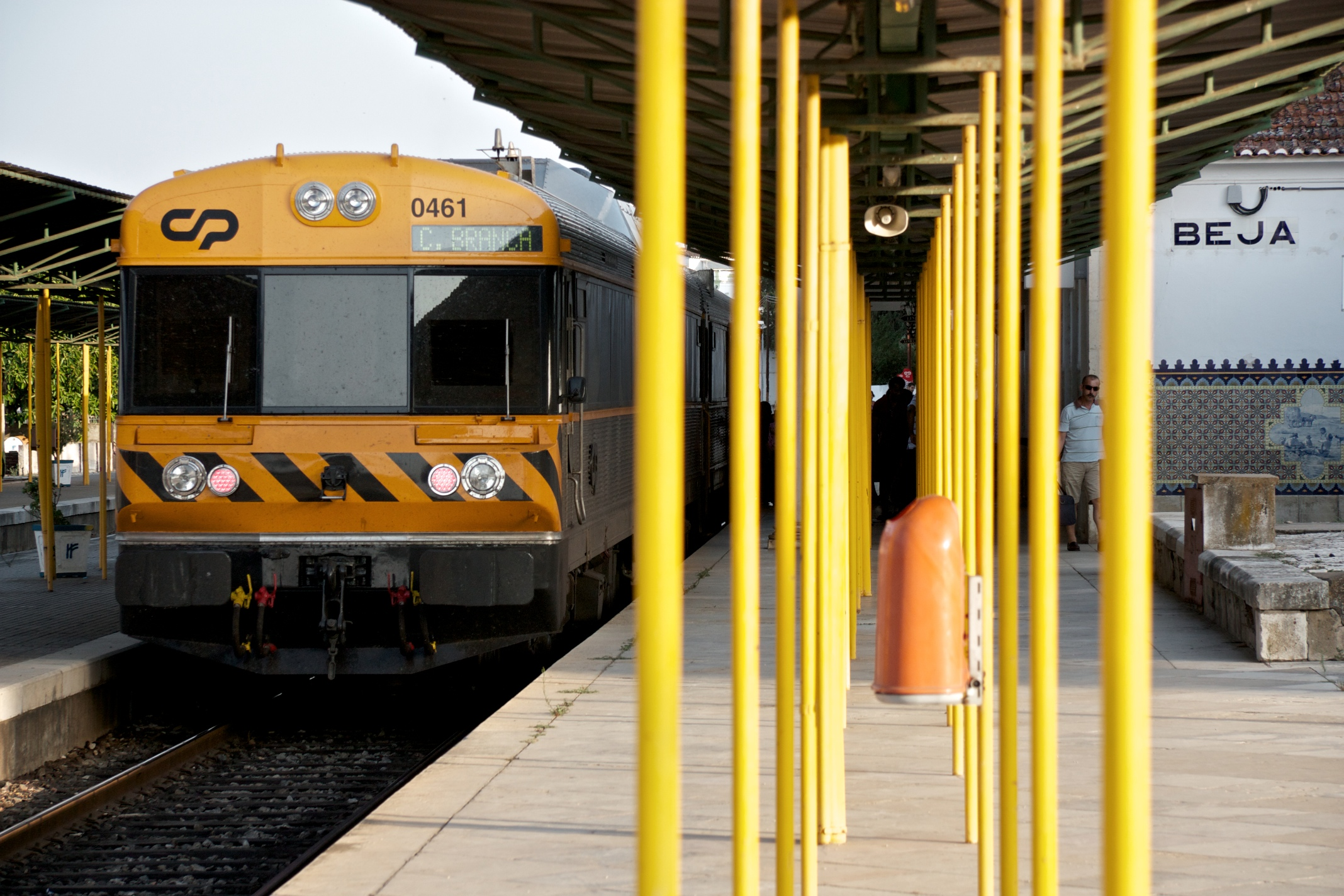
Automotora da Série 0450, a realizar um serviço Intercidades na Estação de Beja, em 2011.

As automotoras desta série foram criadas a partir da remodelação das antigas unidades da Série 0400, tendo recebido a numeração 0450. A renovação, efectuada nas oficinas de Guifões do Grupo Oficinal do Porto, consistiu na introdução de cabeçotes novos nas extremidades das automotoras, substituição dos motores, remodelação dos interiores com adição de ar condicionado e bancos ergonómicos, e introdução de componentes electrónicos na cabine de condução, especialmente com a introdução do sistema MICRA - Módulo Inteligente de Comando e Registo de Avarias, desenvolvido pela EMEF.
Estas automotoras entraram ao serviço em 1999. Duas unidades foram modificadas, de forma a poderem prestar serviços Intercidades.
Em 2011, encontravam-se a realizar serviços regionais no Algarve, onde vieram substituir as automotoras da Série 0600, mas o seu serviço ficou marcado por graves problemas de fiabilidade, com várias visitas às oficinas, o que resultou em elevados custos operacionais.
Em 2019 foi anunciada a modernização destas unidades. Prevê-se que a maior parte dos componentes seja produzida em Portugal, à exceção dos motores e dos bogies, que seriam importados.

## Descrição

### Características técnicas
Esta série era originalmente constituída por dezanove automotoras diesel-hidráulicas, com a numeração de 0451 a 0469. Cada automotora circula numa composição de unidade dupla a diesel, sendo um dos veículos uma motora, e o outro um reboque piloto. Podem circular até três destas automotoras numa composição.  A transmissão é mecânico-hidráulica e automática, tendo sido construída pela empresa Niigata Converter Co. Utiliza motores Cummins, do tipo NTA-855 R3, com uma potência de 493 kW nas rodas, e uma potência total de 544 kW. A velocidade máxima é de 120 km/h
A lotação é de 40 passageiros na primeira classe, e 145 na segunda classe. Dispõem de ar condicionado no interior, e de portas de funcionamento automático.

### Serviços
Estas automotoras são utilizadas em comboios regionais e Intercidades.

## Ficha técnica
Exploração
- Ano de Entrada ao Serviço: 1999[2]

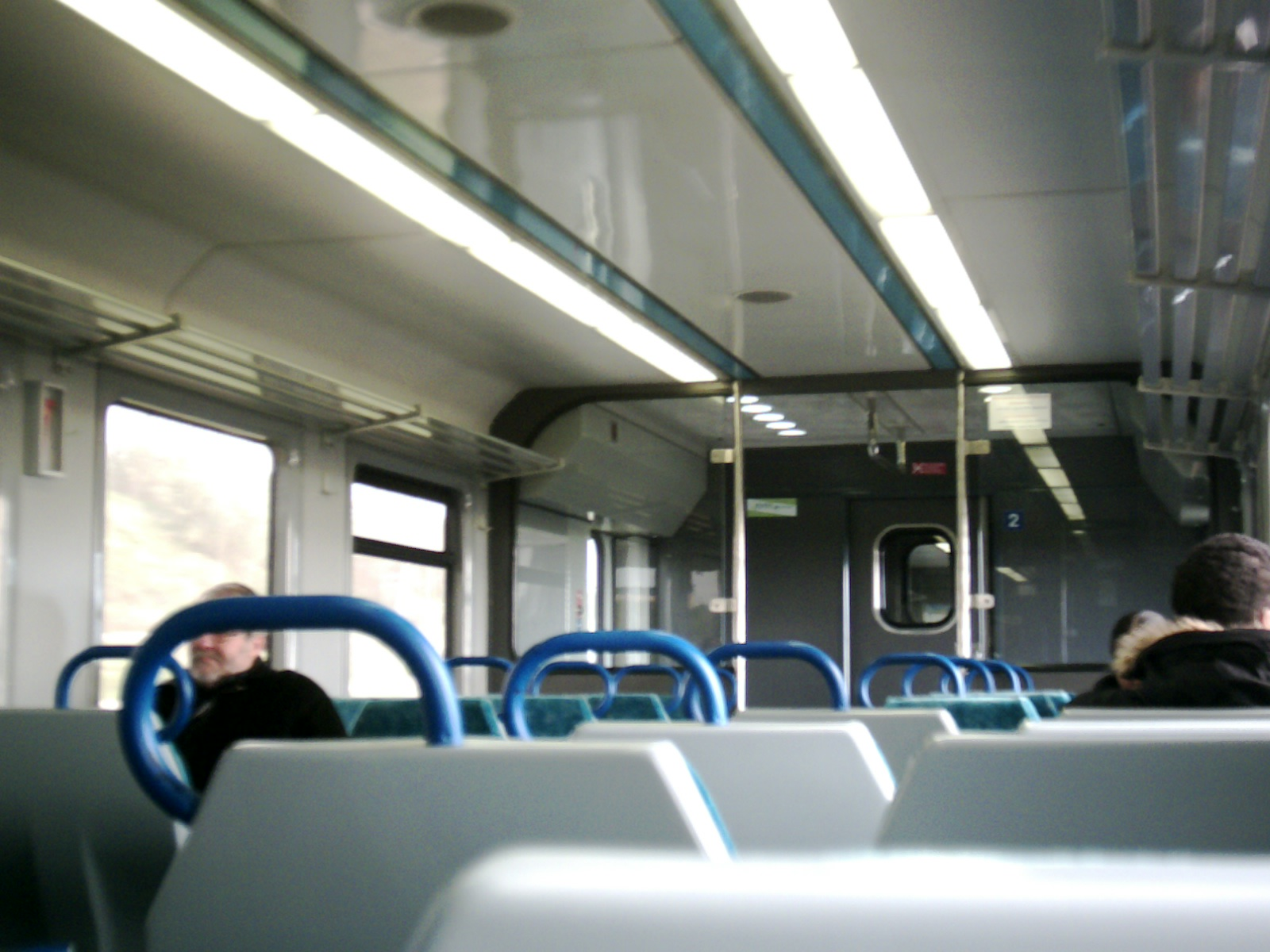
Interior de uma automotora da Série 450

- Número de Unidades: 19 (0451 – 0469)[2]

Motores de tracção
- Fabricante: Cummins[2]
- Potência (rodas): 493 kW (671 cavalos)[2]
- Potência (total): 544 kW (740 cavalos)[7]
- Tipo: NTA-855 R3[7]

Partes Mecânicas
- Modernização: EMEF-GOP[2]

Transmissão
- Fabricante: Niigata Converter Co.[2]

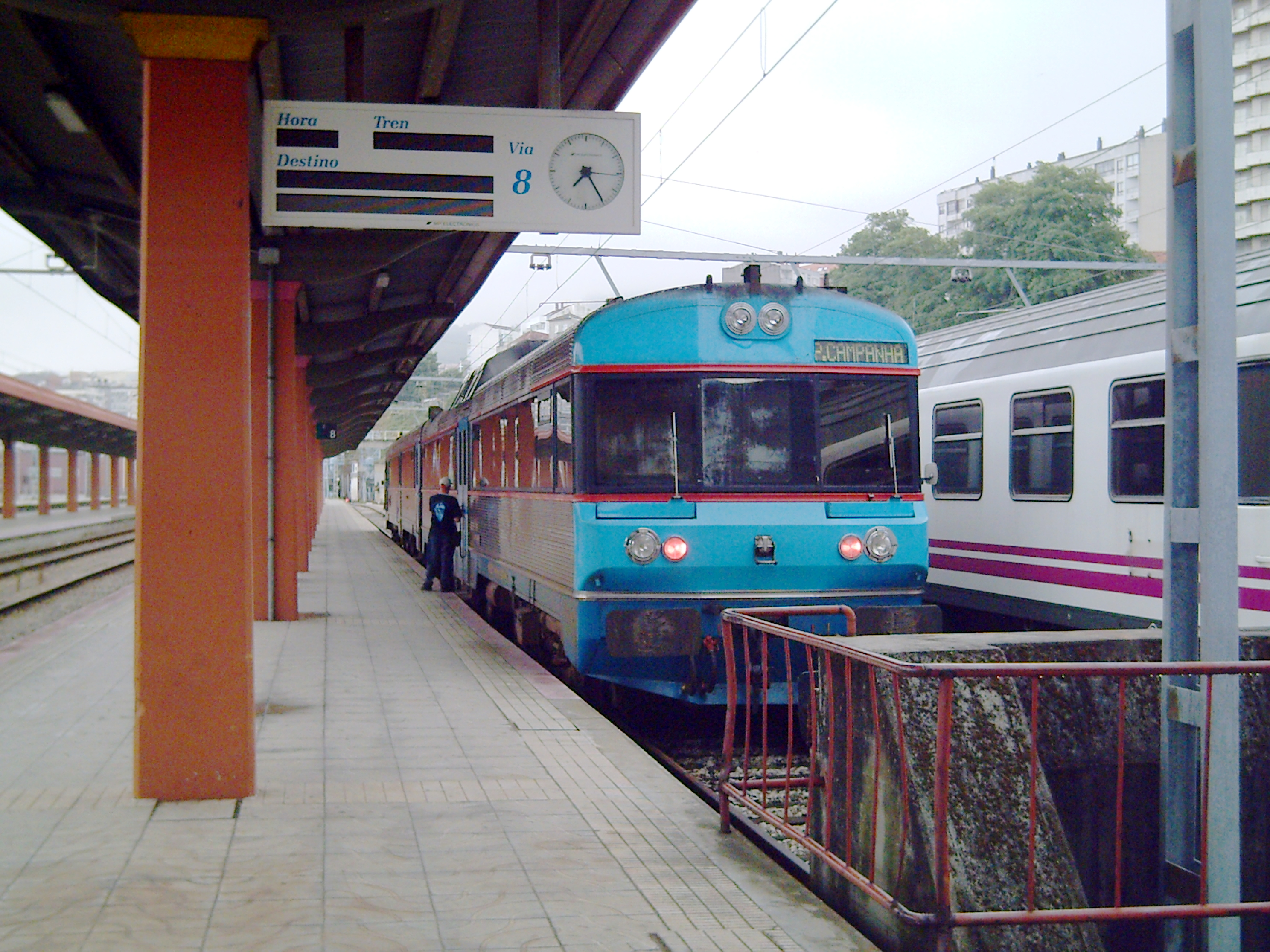
Automotora da Série 450 em Vigo

- Tipo: Mecânica (primeiro estágio), hidráulica (segundo e terceiro estágios), automática[7]

Outras características
- Velocidade Máxima: 120 km/h[2][4]
- Comando em unidades múltiplas: Até 3 unidades[7]
- Comprimento (motora+reboque): 51,96 metros[7]
- Disposição: Motora + Reboque Piloto[7]
- Lotação:
  - Primeira classe: 40[4]
  - Segunda classe: 145[4]

### Lista de material
| :  | qt. | estado       |
| -- | --- | ------------ |
| ✔︎  | 18  | ao serviço   |
| ⚒︎  | 1   | em reparação |
| 19 | 19  | (total)      |

| №    | : | a           | observações |
| ---- | - | ----------- | --- |
| 0451 | ✔︎ | 1999        | |
| 0452 | ✔︎ | 1999        | |
| 0453 | ✔︎ | 1999        | |
| 0454 | ✔︎ | 1999        | |
| 0455 | ✔︎ | 1999        | |
| 0456 | ✔︎ | 1999        | |
| 0457 | ✔︎ | 1999        | |
| 0458 | ✔︎ | 1999        | |
| 0459 | ✔︎ | [ quando? ] | Em serviço; interior modificado para efetuar Intercidades. |
| 0460 | ✔︎ | 2022        | Reparada em 2022 nas oficinas de Guifões; reparação geral mecânica, elétrica, pneumática e do sistema de rolagem, renovação dos estofos e reposição da pintura.[carece de fontes?] |
| 0461 | ✔︎ | [ quando? ] | Em serviço; interior modificado para efetuar Intercidades. |
| 0462 | ⚒︎ | [ quando? ] | |
| 0463 | ✔︎ | 1999        | Última UDD 0450 a efectuar serviço regular na linha do Oeste |
| 0464 | ✔︎ | 1999        | |
| 0465 | ✔︎ | 1999        | |
| 0466 | ✔︎ | 1999        | |
| 0467 | ✔︎ | 1999        | |
| 0468 | ✔︎ | 1999        | |
| 0469 | ✔︎ | 1999        | |